# 長田拓也
長田 拓也（ながた たくや、1994年6月14日 - ）は、愛知県田原市出身の陸上競技選手。専門は短距離走で、100mの自己ベストは10秒14。2015年北京世界選手権男子4×100mリレーの日本代表。

## 経歴
田原市立野田中学校、豊川高等学校、法政大学（経済学部）卒業。富士通所属。

### 小学生時代まで
小学生になる前は両親の趣味でもあるスキーを経験。小学校に入学してからはサッカーと水泳を習い始めたが、サッカーは自分には合わないと感じて1年ほどでやめてしまった。陸上は1年時に体育の授業の徒競走で負けて悔しかったことがきっかけとなり、家の近くで練習していた田原陸上クラブに入って始めた。しかし、4年時からは苦手な長距離の練習が入ってきたため練習も徐々にサボるようになり、気が向いた時に通う程度になっていった。その一方で3年時から始めた野球に夢中になっていた。小学生時代はこの他にも、4年時から6年時までバスケットボール、1年時から4年時まで習字、1年時から6年時までそろばんを習っていた。

### 中学・高校生時代
中学校に進学後は野球部に入部。小学生時代と変わらず、足が速いことから1番・センターを任されていた。中学生になっても野球中心の生活だったが、それでも中学3年時には全日本中学校選手権200mに出場した。結果は予選敗退に終わったが、初めて全国の舞台を経験し、高校では本格的に陸上をすることを決意した。
高校は愛知県の強豪である豊川高等学校に進学。本格的な練習をするのは初めてだったため当初は戸惑ったが、徐々に練習にもついていけるようになると、2年時に日本ユース選手権男子100mで7位入賞を果たした。3年時にはインターハイの個人種目（男子100m）に初出場を果たすも、大会前のハムストリングス肉離れの影響で準決勝敗退に終わった。高校時代の100mの自己ベストは10秒65。

### 大学生時代

#### 2013年
大学は法政大学に進学。同期には大瀬戸一馬をはじめ、長田より速い選手がいたため、1年生の頃はあまり目立たなかったと同大学陸上部監督の苅部俊二は当時を振り返っている。

#### 2014年
8月下旬に行われた東海選手権男子100mにおいて10秒42（-0.7）の自己ベスト（当時）をマークするも、肉離れを起こして9月上旬の日本インカレには出場できず。しかし、10-11月の日本選手権リレー男子4×100mではアンカーを務め、大会新記録（当時）となる38秒81の好タイムをマークして優勝に貢献した。

#### 2015年
5月に関東インカレ（1部）に出場すると、男子100m予選で10秒36（0.0）の自己ベストをマーク。準決勝は10秒39（-0.1）、決勝で再び10秒35（+1.0）の自己ベスト（当時）をマークするも、優勝したケンブリッジ飛鳥と0秒02差の2位で優勝を逃した。男子200mでは大会前の自己ベストが20秒99（-1.9）だったが、準決勝で20秒83（+1.6）、決勝で20秒69（+0.8）と自己ベスト（当時）を更新し、2位に0秒21差をつけて初優勝を果たした。
6月の日本学生個人選手権男子100mに出場し、予選で追い風参考記録ながら10秒27（+2.6）、準決勝で10秒32（+1.3）の自己ベストをマークすると、決勝では日本歴代11位タイ・日本学生歴代8位タイ（ともに当時）の記録となる10秒19（+0.4）をマーク。2015年北京世界選手権と2016年リオデジャネイロオリンピックの参加標準記録（10秒16）に迫るタイムで優勝し、個人種目で初の全国タイトルを獲得した。初出場となった日本選手権は男子100mで5位、男子200mは20秒63（+0.8）の自己ベスト（当時）で4位に入り、両種目で入賞を果たした。
怪我のため辞退した橋元晃志に代わり、7月の光州ユニバーシアード日本代表に選出され、男子200mと男子4×100mリレーに出場した。男子200mは6位に終わったが、男子4×100mリレーでは日本チーム（大瀬戸一馬、長田、諏訪達郎、谷口耕太郎）の2走を務め、金メダル獲得に貢献した。
8月4日に北京世界選手権男子4×100mリレー日本代表に追加で選出された。当初は控えだったが、出場予定の髙瀬慧が脚を痛めた影響で出番が回ってきて、29日の北京世界選手権男子4×100mリレー予選では日本チーム（大瀬戸一馬、藤光謙司、長田、谷口耕太郎）の3走を務めた。組3着までに入れば着順で決勝進出を決められたが、谷口とのバトンパスが上手くいかず、38秒60の組4着（全体10位）で決勝進出を逃した。
9月の日本インカレに初出場を果たすと、男子200m決勝を20秒57（-0.6）の自己ベストで制し、この種目で初の全国タイトルを獲得した。

#### 2016年
5月の関東インカレ（1部）に出場するも、20日の男子100m準決勝で脚を痛め、決勝は10秒73（-1.4）の6位、アンカーを務めた男子4×100mリレー決勝は39秒66の3位に終わった。前回大会で優勝した男子200mは予選を棄権した。
6月には2連覇のかかった日本学生個人選手権の男子100mに出場し、11日の予選を10秒25（+1.0）で突破したが、同日の準決勝でけいれんを起こし途中棄権に終わった。日本選手権は前回大会に続いて男子100mと男子200mの両種目で決勝に進出し、25日の男子100m決勝は10秒45（-0.3）をマークして前回大会と同じ5位に入ったが、このレース中に脚を痛めたため26日の男子200m決勝は棄権した。
9月の日本インカレ男子100mでは10秒28（+1.1）で2位に入り2大会連続の表彰台に上ったが、アンカーを務めた男子4×100mリレーは39秒51の4位に終わり表彰台を逃した。前回大会で優勝した男子200mは先月に肉離れを再発した影響で予選を棄権した。
10月の国民体育大会に出場すると、今季日本ランク上位3人が不在という混戦模様の男子100m決勝を10秒35（+0.8）で制し、シニアの全国大会個人種目で初のタイトルを獲得した。愛知チームのアンカーを務めた男子4×100mリレーも優勝に貢献し、大会2冠を達成した。

### 社会人時代

#### 2017年
4月1日に富士通に入社し、同社陸上競技部に入部。

## 人物・エピソード
- 大学で同期の大瀬戸一馬の動きを参考にスタートなどを改善した結果、2015年にブレイク[1][4]。2015年の目標は「インカレで個人種目の入賞」だった[3]。中盤からの加速が持ち味[16]。
- 尊敬する選手は体格やフォームなどが似ている髙瀬慧[17]。
- 趣味はゲームや漫画、ドライブなど。特技は習字[3][2]。
- 母は元サッカー選手。現役時代は日本女子サッカー史上初のクラブチームであるFCジンナンで活躍し、1977年にはAFC女子選手権（現・AFC女子アジアカップ）に出場した実績を持つ[2]。

## 自己ベスト
- 記録欄の（　）内の数字は風速（m/s）で、+は追い風、-は向かい風を意味する。

| 種目 | 記録          | 年月日        | 場所   | 備考 |
| ---- | ------------- | ------------- | ------ | ---- |
| 100m | 10秒14 (+1.5) | 2018年7月21日 | 平塚市 |      |
| 200m | 20秒57 (-0.6) | 2015年9月13日 | 大阪市 |      |

## 主な成績
- 備考欄の記録は当時のもの

### 国際大会
| 年         | 大会                  | 場所       | 種目    | 結果 | 記録          | 備考     |
| ---------- | --------------------- | ---------- | ------- | ---- | ------------- | -------- |
| 2015 (大3) | ユニバーシアード (en) | 光州       | 200m    | 6位  | 20秒90 (-2.5) |          |
| 2015 (大3) | ユニバーシアード (en) | 光州       | 4x100mR | 優勝 | 39秒08 (2走)  |          |
| 2015 (大3) | 世界選手権            | 北京       | 4x100mR | 予選 | 38秒60 (3走)  |          |
| 2017 (大4) | ニトロアスレチックス  | メルボルン | 150m    | 2位  | 15秒46 (NWI)  |          |
| 2017 (大4) | ニトロアスレチックス  | メルボルン | 4x100mR | 2位  | 42秒36 (3走)  | 男女混合 |
| 2017 (大4) | ニトロアスレチックス  | メルボルン | 60m     | 3位  | 6秒71 (+0.8)  |          |
| 2017 (大4) | ニトロアスレチックス  | メルボルン | 4x100mR | 4位  | 42秒54 (3走)  | 男女混合 |
| 2017 (大4) | ニトロアスレチックス  | メルボルン | 4x100mR | 4位  | 42秒38 (3走)  | 男女混合 |
| 2017 (大4) | ニトロアスレチックス  | メルボルン | 2x300mR | 4位  | 71秒45 (2走)  | 男女混合 |

### 日本選手権
- 4x100mRは日本選手権リレーの成績

| 年         | 大会       | 場所     | 種目    | 結果 | 記録          | 備考              |
| ---------- | ---------- | -------- | ------- | ---- | ------------- | ----------------- |
| 2014 (大2) | 日本選手権 | 横浜市   | 4x100mR | 優勝 | 38秒81 (4走)  | 大会記録          |
| 2015 (大3) | 日本選手権 | 新潟市   | 100m    | 5位  | 10秒42 (-0.9) |                   |
| 2015 (大3) | 日本選手権 | 新潟市   | 200m    | 4位  | 20秒63 (+0.8) | 自己ベスト        |
| 2015 (大3) | 日本選手権 | 横浜市   | 4x100mR | 優勝 | 38秒79 (4走)  | 大会記録          |
| 2016 (大4) | 日本選手権 | 名古屋市 | 100m    | 5位  | 10秒45 (-0.3) |                   |
| 2016 (大4) | 日本選手権 | 名古屋市 | 200m    | 決勝 | DNS           | 予選20秒77 (-0.1) |
| 2016 (大4) | 日本選手権 | 横浜市   | 4x100mR | 優勝 | 38秒89 (4走)  |                   |
| 2017 (社1) | 日本選手権 | 大阪市   | 100m    | 予選 | DNS           |                   |
| 2017 (社1) | 日本選手権 | 大阪市   | 200m    | 予選 | 21秒28 (-0.2) |                   |
| 2018 (社2) | 日本選手権 | 山口市   | 100m    | 6位  | 10秒30 (+0.6) |                   |

### その他
- 主要大会を記載

| 年         | 大会                     | 場所          | 種目      | 結果   | 記録            | 備考                |
| ---------- | ------------------------ | ------------- | --------- | ------ | --------------- | ------------------- |
| 2009 (中3) | 全日本中学校選手権       | 大分市        | 200m      | 予選   | 22秒84 (0.0)    |                     |
| 2010 (高1) | インターハイ             | 沖縄市        | 4x100mR   | 予選   | DNF (2走)       |                     |
| 2010 (高1) | 日本ユース選手権         | 名古屋市      | 4x100mR   | 予選   | 41秒76 (2走)    |                     |
| 2011 (高2) | インターハイ             | 北上市        | 4x100mR   | 準決勝 | 41秒28 (2走)    |                     |
| 2011 (高2) | 日本ユース選手権         | 名古屋市      | 100m      | 7位    | 10秒94 (-1.6)   |                     |
| 2011 (高2) | 日本ユース選手権         | 名古屋市      | 4x100mR   | 予選   | 41秒66 (2走)    |                     |
| 2012 (高2) | 日本ジュニア室内         | 大阪市        | 60m       | 予選   | 7秒03           |                     |
| 2012 (高3) | インターハイ             | 新潟市        | 100m      | 準決勝 | 10秒93 (+0.2)   |                     |
| 2012 (高3) | インターハイ             | 新潟市        | 4x100mR   | 予選   | DNS (4走)       |                     |
| 2012 (高3) | 国民体育大会             | 岐阜市        | 100m      | 準決勝 | 10秒72 (+0.3)   |                     |
| 2012 (高3) | 国民体育大会             | 岐阜市        | 4x100mR   | 5位    | 40秒18 (4走)    |                     |
| 2012 (高3) | 日本ジュニア選手権       | 名古屋市      | 100m      | 予選   | 10秒87 (-0.4)   |                     |
| 2013 (大1) | 日本ジュニア選手権       | 名古屋市      | 100m      | 準決勝 | 10秒82 (+0.7)   |                     |
| 2013 (大1) | 日本ジュニア選手権       | 名古屋市      | 200m      | 予選   | 22秒21 (-0.4)   |                     |
| 2014 (大2) | 関東インカレ (1部)       | 熊谷市 横浜市 | 100m      | 準決勝 | 10秒62 (+3.6)   |                     |
| 2014 (大2) | 関東インカレ (1部)       | 熊谷市 横浜市 | 200m      | 準決勝 | 21秒44 (+0.6)   |                     |
| 2014 (大2) | 関東インカレ (1部)       | 熊谷市 横浜市 | 4x100mR   | 2位    | 39秒31 (4走)    |                     |
| 2014 (大2) | 日本学生個人選手権       | 平塚市        | 200m      | 準決勝 | 21秒34 (+2.0)   |                     |
| 2014 (大2) | トワイライト・ゲームス   | 東京都        | 4x100mR   | 優勝   | 39秒05 (4走)    | 大会記録            |
| 2015 (大3) | 関東インカレ (1部)       | 横浜市        | 100m      | 2位    | 10秒35 (+1.0)   |                     |
| 2015 (大3) | 関東インカレ (1部)       | 横浜市        | 200m      | 優勝   | 20秒69 (+0.8)   |                     |
| 2015 (大3) | 関東インカレ (1部)       | 横浜市        | 4x100mR   | 3位    | 39秒37 (3走)    |                     |
| 2015 (大3) | 日本学生個人選手権       | 平塚市        | 100m      | 優勝   | 10秒19 (+0.4)   | 大会記録 自己ベスト |
| 2015 (大3) | オールスターナイト陸上   | 平塚市        | 100m      | 優勝   | 10秒23 (+1.0)   | 大会記録            |
| 2015 (大3) | オールスターナイト陸上   | 平塚市        | メドレーR | 2位    | 1分50秒66 (1走) |                     |
| 2015 (大3) | トワイライト・ゲームス   | 東京都        | 100m      | 2位    | 10秒34 (+1.3)   |                     |
| 2015 (大3) | トワイライト・ゲームス   | 東京都        | 4x100mR   | 2位    | 38秒96 (3走)    |                     |
| 2015 (大3) | 日本インカレ             | 大阪市        | 100m      | 3位    | 10秒33 (+0.5)   |                     |
| 2015 (大3) | 日本インカレ             | 大阪市        | 200m      | 優勝   | 20秒57 (-0.6)   | 自己ベスト          |
| 2015 (大3) | 日本インカレ             | 大阪市        | 4x100mR   | 2位    | 39秒23 (3走)    |                     |
| 2015 (大3) | 国民体育大会             | 和歌山市      | 100m      | 2位    | 10秒33 (-1.1)   |                     |
| 2015 (大3) | 国民体育大会             | 和歌山市      | 4x100mR   | 9位    | 40秒55 (2走)    |                     |
| 2016 (大4) | 織田記念                 | 広島市        | 100m      | 3位    | 10秒43 (-2.5)   |                     |
| 2016 (大4) | 静岡国際                 | 袋井市        | 200m      | 4位    | 20秒86 (+1.0)   |                     |
| 2016 (大4) | ゴールデングランプリ川崎 | 川崎市        | 100m      | 6位    | 10秒39 (-0.4)   |                     |
| 2016 (大4) | 関東インカレ (1部)       | 横浜市        | 100m      | 6位    | 10秒73 (-1.4)   |                     |
| 2016 (大4) | 関東インカレ (1部)       | 横浜市        | 4x100mR   | 3位    | 39秒66 (4走)    |                     |
| 2016 (大4) | 日本学生個人選手権       | 平塚市        | 100m      | 準決勝 | DNF             | 予選10秒25 (+1.0)   |
| 2016 (大4) | オールスターナイト陸上   | 平塚市        | 100m      | 6位    | 10秒49 (+2.6)   |                     |
| 2016 (大4) | 日本インカレ             | 熊谷市        | 100m      | 2位    | 10秒28 (+1.1)   |                     |
| 2016 (大4) | 日本インカレ             | 熊谷市        | 4x100mR   | 4位    | 39秒51 (4走)    |                     |
| 2016 (大4) | 国民体育大会             | 北上市        | 100m      | 優勝   | 10秒35 (+0.8)   |                     |
| 2016 (大4) | 国民体育大会             | 北上市        | 4x100mR   | 優勝   | 40秒00 (4走)    |                     |
| 2016 (大4) | 田島直人記念             | 山口市        | 100m      | 優勝   | 10秒46 (-1.0)   |                     |
| 2017 (社1) | 全日本実業団選手権       | 大阪市        | 100m      | 6位    | 10秒49 (+0.2)   |                     |
| 2017 (社1) | 全日本実業団選手権       | 大阪市        | 200m      | B決勝  | DNS             | 予選21秒31 (-0.3)   |
| 2017 (社1) | 国民体育大会             | 松山市        | 100m      | 6位    | 10秒44 (0.0)    |                     |
| 2017 (社1) | 国民体育大会             | 松山市        | 4x100mR   | 準決勝 | 39秒96 (4走)    |                     |
| 2018 (社2) | 出雲陸上                 | 出雲市        | 100m      | 3位    | 10秒41 (+0.7)   |                     |
| 2018 (社2) | 織田記念                 | 広島市        | 100m      | 5位    | 10秒38 (+1.3)   |                     |
| 2018 (社2) | 静岡国際                 | 袋井市        | 200m      | 8位    | 36秒69 (+0.3)   |                     |
| 2018 (社2) | 東日本実業団選手権       | 熊谷市        | 100m      | 優勝   | 10秒19 (+2.3)   |                     |
| 2018 (社2) | 東日本実業団選手権       | 熊谷市        | 200m      | 予選   | DNF             |                     |
| 2018 (社2) | 布勢スプリント           | 鳥取市        | 100m      | 6位    | 10秒30 (-0.7)   |                     |
| 2018 (社2) | オールスターナイト陸上   | 平塚市        | 100m      | 優勝   | 10秒14 (+1.5)   | 自己ベスト          |
| 2018 (社2) | 全日本実業団選手権       | 大阪市        | 100m      | 7位    | 10秒48 (0.0)    |                     |
| 2018 (社2) | 全日本実業団選手権       | 大阪市        | 200m      | 予選   | DNS             |                     |
| 2018 (社2) | 全日本実業団選手権       | 大阪市        | 4x100mR   | 3位    | 40秒20 (1走)    |                     |
| 2018 (社2) | 全日本実業団選手権       | 大阪市        | 4x400mR   | 予選   | DQ (4走)        |                     |
| 2018 (社2) | 国民体育大会             | 福井市        | 100m      | 4位    | 10秒90 (-5.2)   |                     |